# Paraticinella
Paraticinella es un género de foraminífero planctónico de la subfamilia Ticinellinae, de la familia Rotaliporidae, de la superfamilia Rotaliporoidea, del suborden Globigerinina y del orden Globigerinida. Su especie tipo es Ticinella eubejaouaensis. Su rango cronoestratigráfico abarca el Aptiense superior (Cretácico inferior).

## Descripción
Paraticinella incluía especies con conchas trocoespiraladas, de forma discoidal-globular; sus cámaras eran globulares u ovaladas ligeramente alargadas radialmente; sus suturas intercamerales eran rectas o ligeramente curvas e incididas; su contorno era redondeado y lobulado; su periferia era redondeada; su ombligo era estrecho; su abertura era interiomarginal, umbilical-extraumbilical (en ocasiones espiro-umbilical), con forma de arco bajo generalmente asimétrica, y ladeada por unas solapas labiales que pueden extenderse al ombligo y fusionarse; parte de las sucesivas aberturas podían permanecer como aberturas suplementarias en el lado umbilical; podían presentar aberturas secundarias infralaminales; presentaba pared calcítica hialina, macroperforada con baja densidad de poros, y de superficie rugosa con crestas que pueden ser paralelas a la periferia ecuatorial en las cámaras iniciales de la última vuelta.

## Discusión
Clasificaciones posteriores han incluido Paraticinella en la superfamilia Globigerinoidea.

## Paleoecología
Paraticinella incluía especies con un modo de vida planctónico, de distribución latitudinal cosmopolita, y habitantes pelágicos de aguas superficiales (medio epipelágico).

## Clasificación
Paraticinella incluye a la siguiente especie:
- Paraticinella eubejaouaensis †